# Краєвиці-Малі
Краєвиці-Малі (пол. Krajewice Małe) — село в Польщі, у гміні Завідз Серпецького повіту Мазовецького воєводства.
Населення — 33 особи (2011).
У 1975-1998 роках село належало до Плоцького воєводства.

## Демографія
Демографічна структура станом на 31 березня 2011 року:
|          | Загалом | Допрацездатний вік | Працездатний вік | Постпрацездатний вік |
| -------- | ------- | ------------------ | ---------------- | -------------------- |
| Чоловіки | 15      | 3                  | 11               | 1                    |
| Жінки    | 18      | 5                  | 9                | 4                    |
| Разом    | 33      | 8                  | 20               | 5                    |